# Flyttbuss

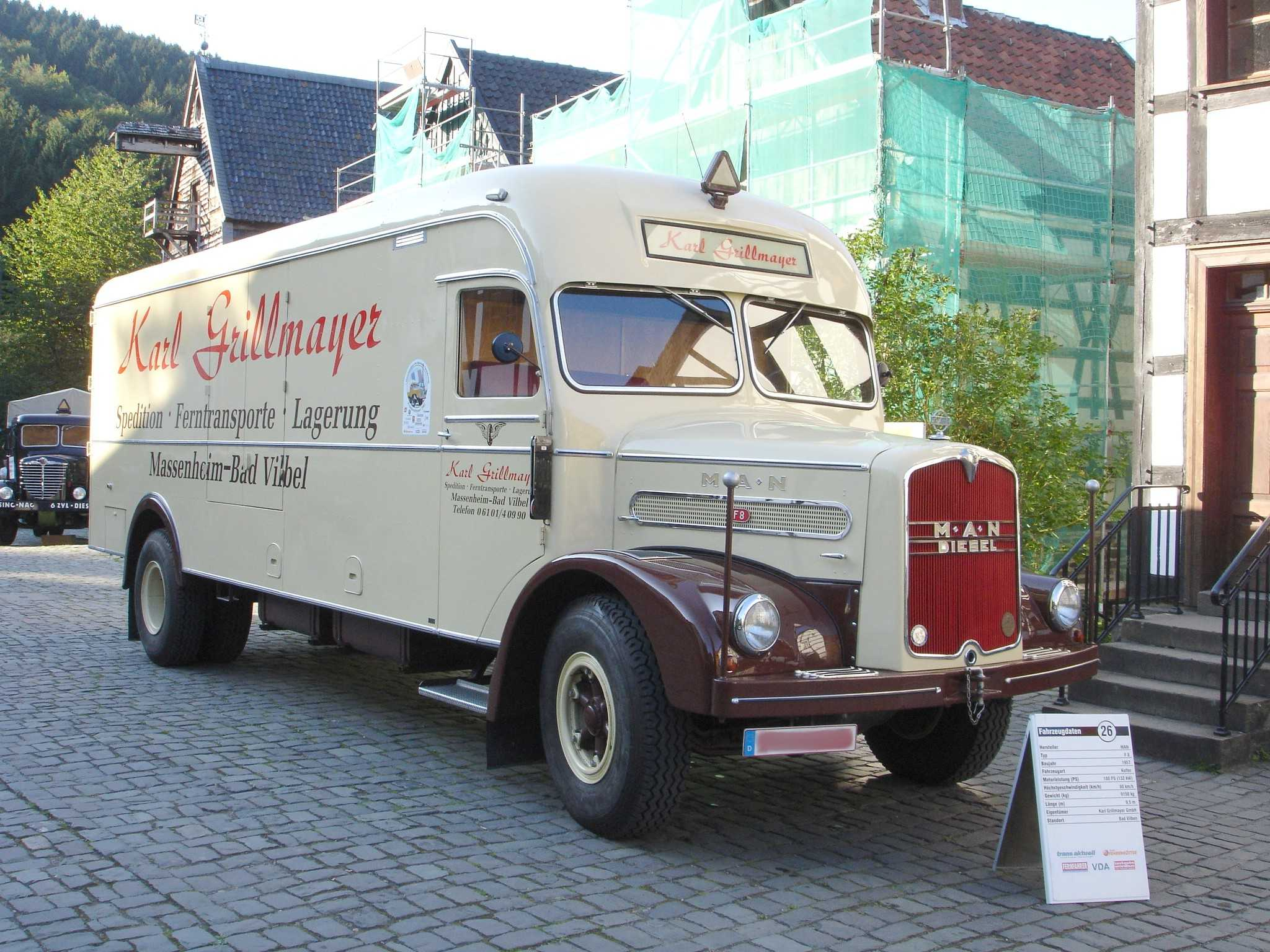
MAN F8-flyttbuss från 1967 för Karl Grillnayer GmbH i Bad Vilbel i Hessen i Tyskland

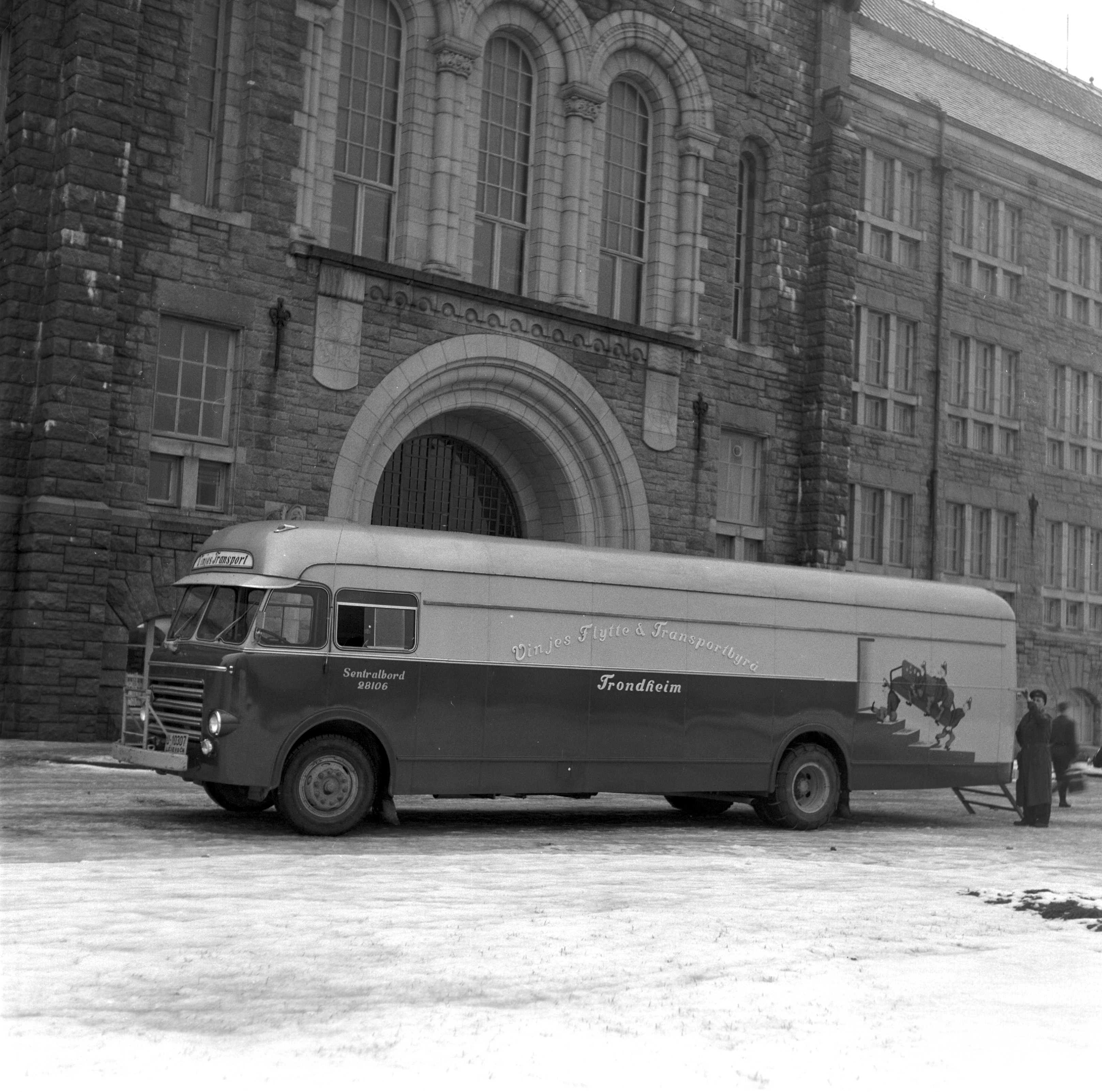
Flyttbuss från Vinjes Flytte & Transportbyrå i Trondheim, utanför Norges tekniske høgskole, 1958

Flyttbuss, eller möbelbuss, är en typ av fordon för transport av bland annat volymkrävande bohag och möbler i ett täckt utrymme, vanligen byggd på ett busschassi, oavsett att de i Sverige registrerades som lastbilar.
En flyttbuss var oftast byggd på ett busschassi för att få en låg lasthöjd jämfört med ett transportfordon byggd på ett lastbilschassi. Flyttbussarna konkurrerades ut av standardlastbilar på 1980-talet. Lastbilarna hade då fått ett lägre chassi och luftfjädring samt konstruktioner med bakgavelliftar, som innebar att fordonets lasthöjd inte längre var av betydelse.
Flyttbussarnas karosspåbyggnader gjordes av ett stort antal svenska företag, som Skandiakarosser, Be-Ge karosserifabrik i Oskarshamn, Karlaverken i Laholm, Alnö Karosserifabrik i Sundsvall, June Karosserier i Jönköping, Industri AB Thor i Åby, Kjellbergs Karosserifabrik i Örnsköldsvik, Grip Karosseri i Västervik och Höglund & Co i Säffle. I Tyskland var Ackermann Fahrzeugbau en stor tillverkare av flyttbusskarosser.

## Bildgalleri

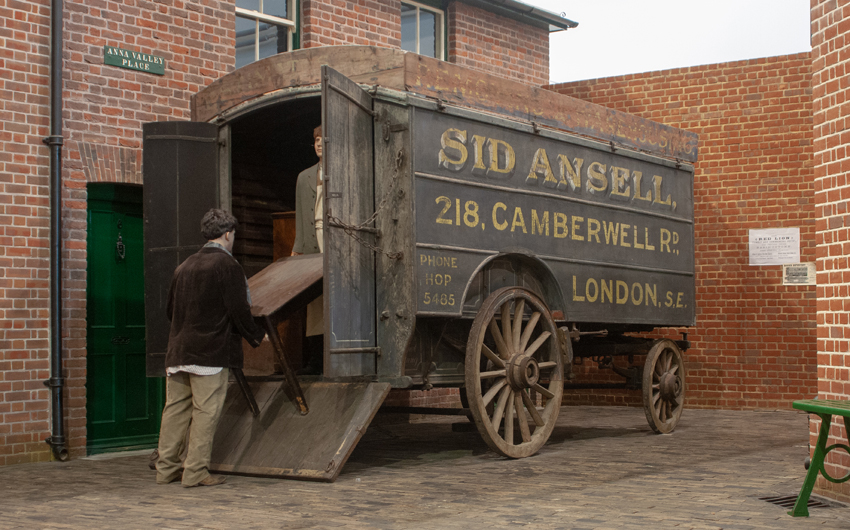
Hästdragen flyttvagn på Milestones Museum of Living History i Basingstoke i Hampshire, Storbritannien
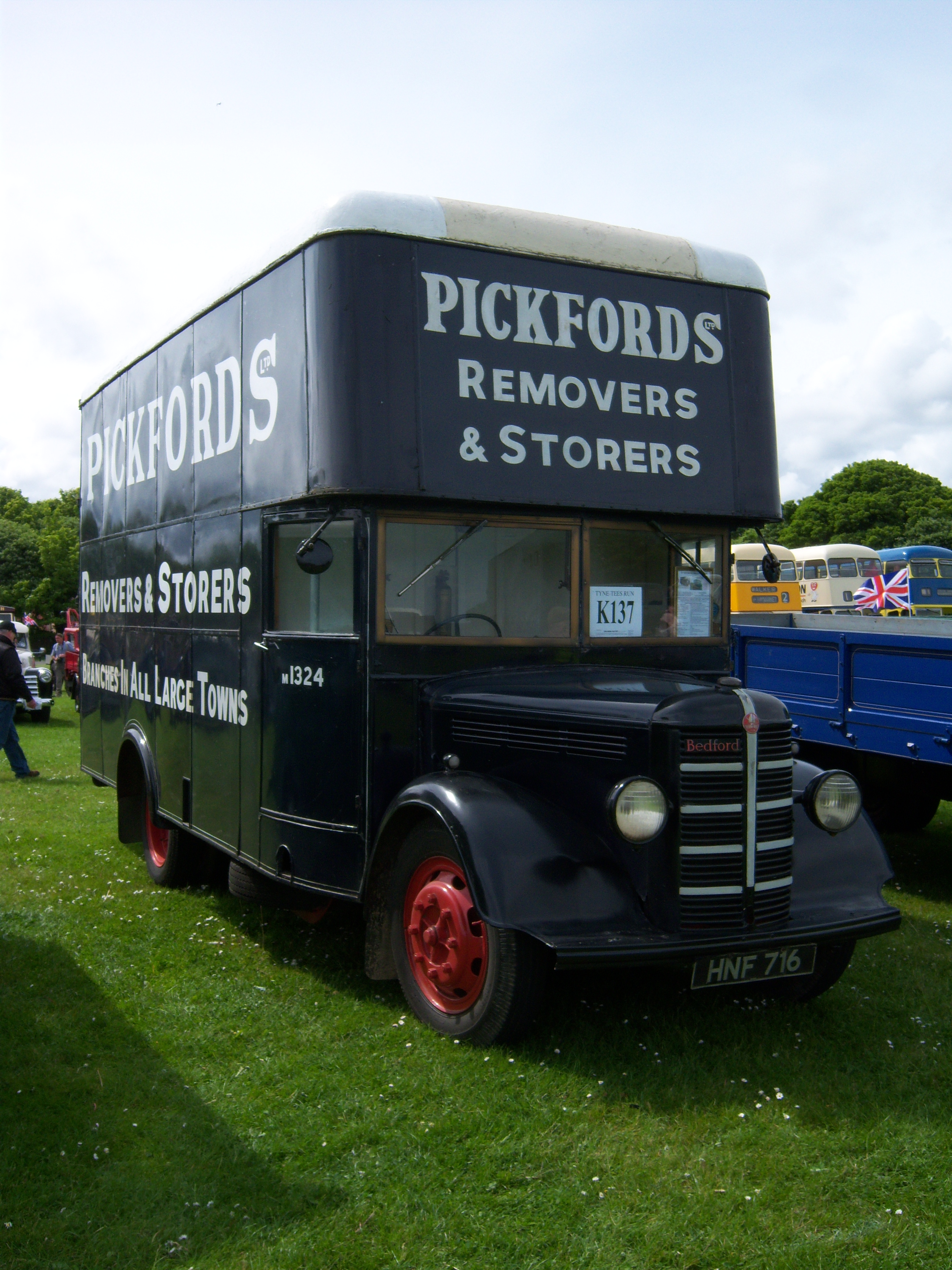
Bedford MLZ-flyttbuss från 1947 för Pickfords Removers and Storers i London
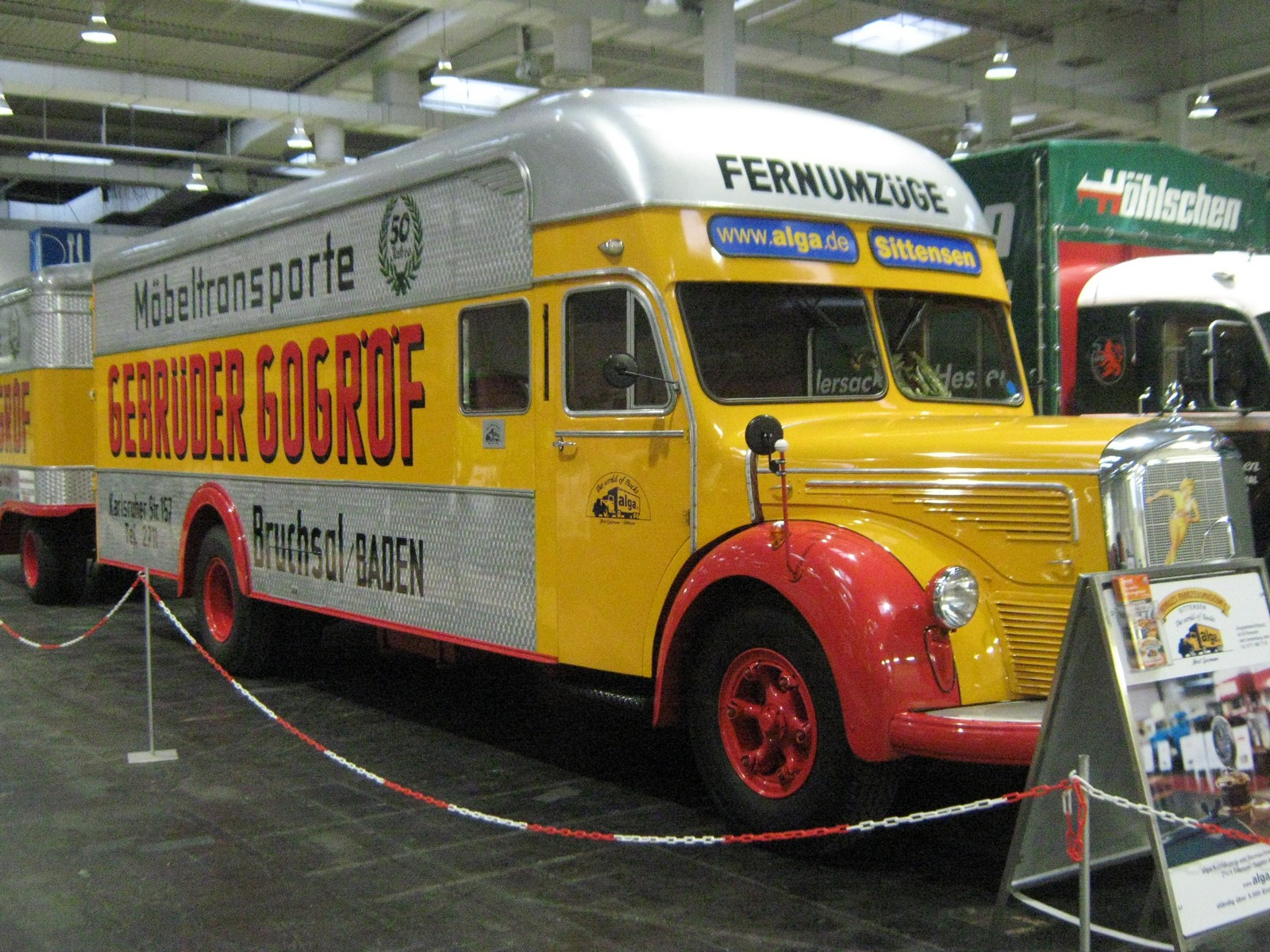
Mercedes Benz-flyttbuss med släp för Möbeltransporte Gebruder Gogröf i Bruchsal i Baden-Württemberg
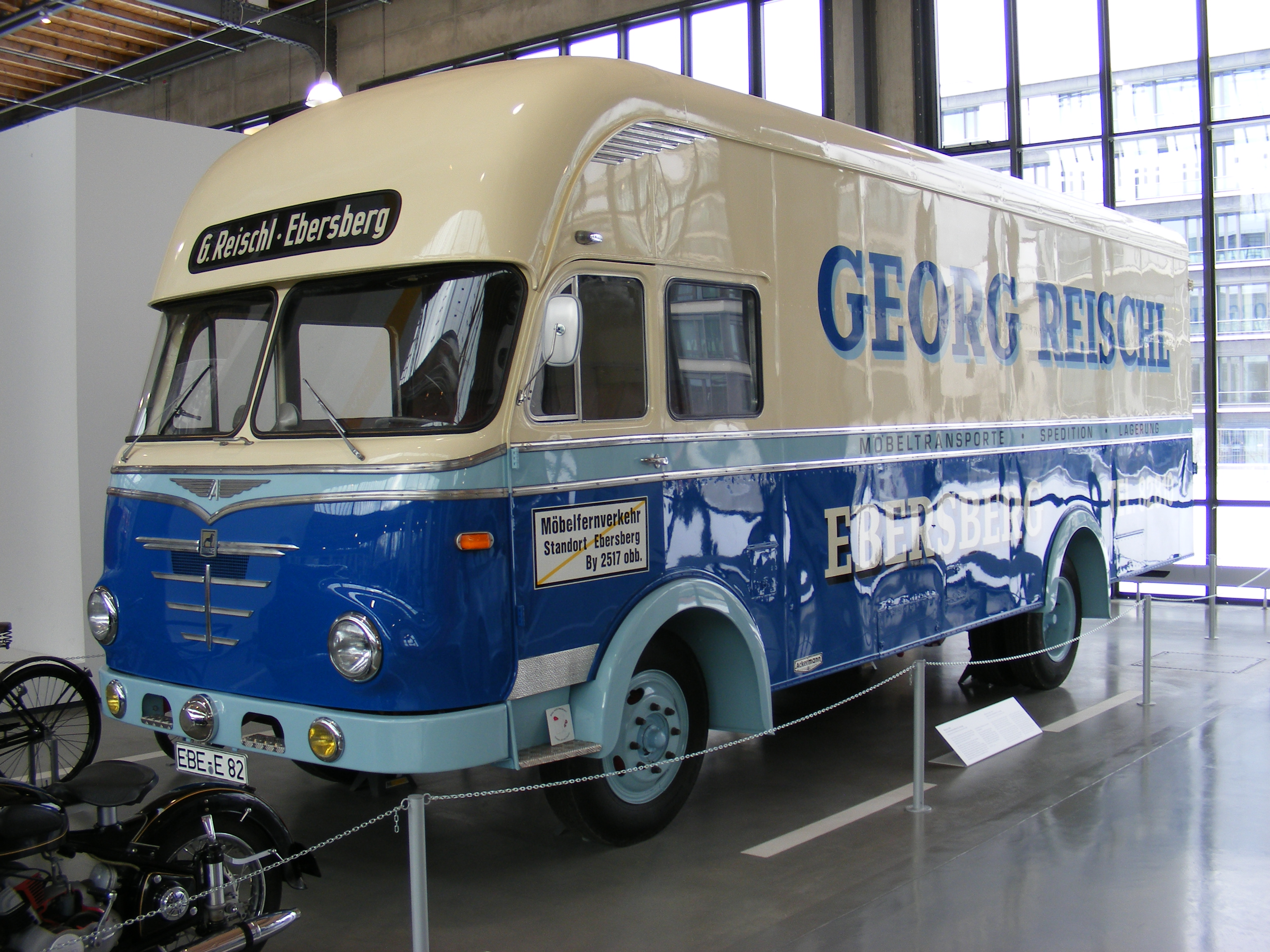
Büssing-flyttbuss från 1963 med kaross från Ackermann Fahrzeugbau för Georg Reischl i Ebersberg i Bayern
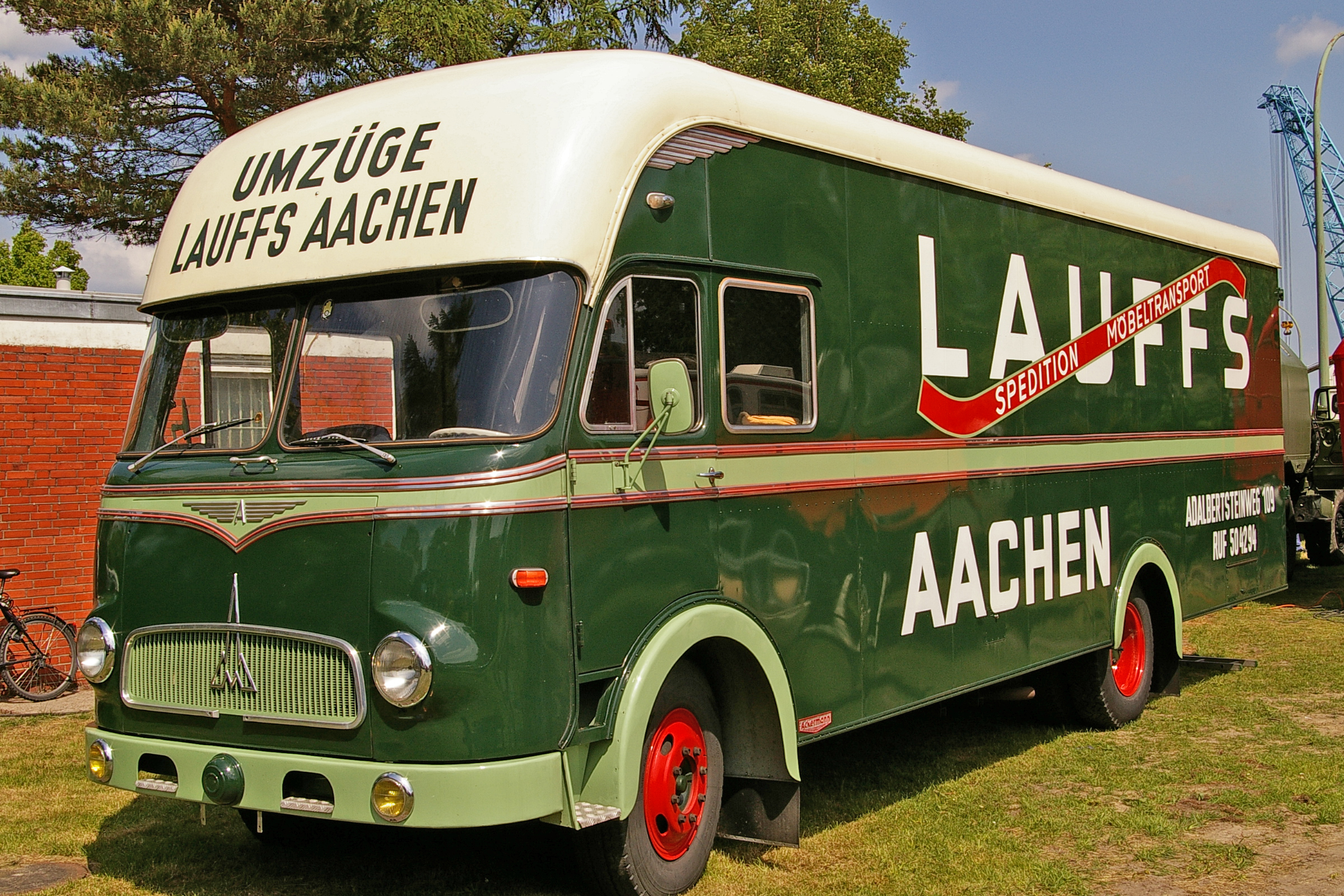
Flyttbuss för Lauffs i Aachen i Nordrhein-Westphalen av märket Magirus-Deutz med kaross från Ackermann Fahrzeugbau
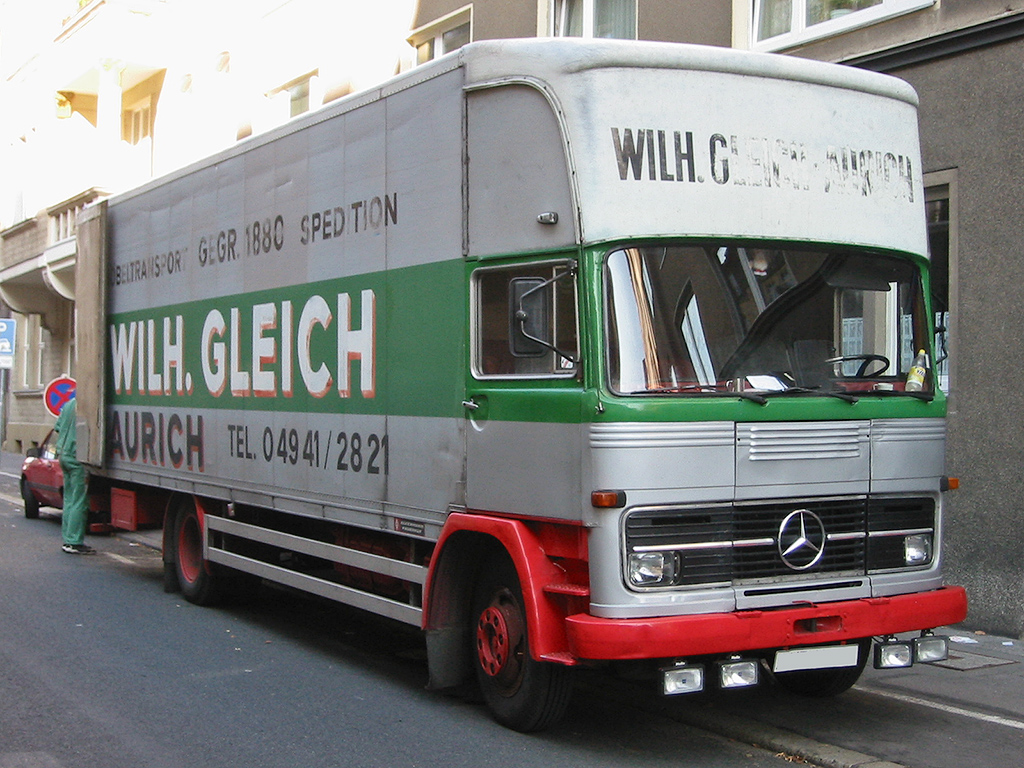
Flyttbuss för Wilh. Gleich i Aarich i Niedersachsen av typ Mercedes-Benz LP
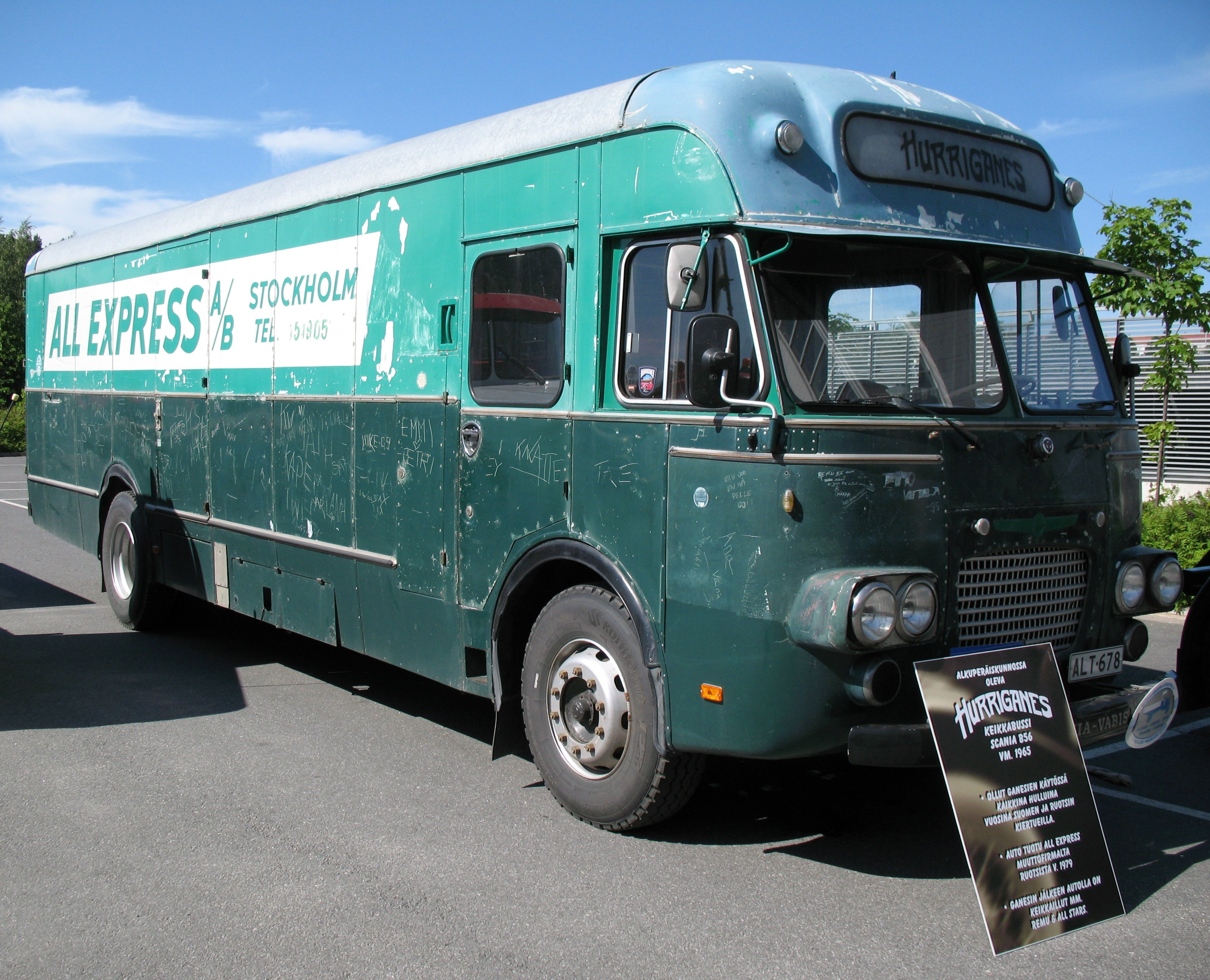
The Hurriganes turnebus, en Scania Vabis B56.